# صاحب‌خانه
مؤجر یا صاحب خانه به اجاره دهنده ٔ خانه یا باغ یا دکان یا ملک که در فقه شخصی که به موجب عقد اجاره منفعت عینی را به شخص دیگری تملیک می کند.